# Ancyroniscus bonnieri
Ancyroniscus bonnieri es una especie de crustáceo isópodo marino de la familia Cabiropidae.

## Distribución geográfica
Se distribuye por el Atlántico nororiental. De adulto es ectoparásito del isópodo Dynamene bidentata.